# Marathon (Den Haag)
De Marathon was een rolschaats-hockeybaan annex dansgelegenheid in de Nederlandse stad Den Haag, die eind jaren 1940 werd opgezet door de familie Ooms aan het einde van de De Savornin Lohmanlaan, en aan de voet en achter de duinen van Den Haag. Zo was er in Den Haag een rolschaats-hockeybaan in het Zuiderpark en een aan het einde van de Leyweg waar de Q65 vaak optrad (de Eekhoorn).
De Golden Earrings traden vaak op in de Marathon. De Marathon was hun thuishonk. In 1972 verhuisde de Marathon naar de Wijndaelerweg (Ockenburg). Daar bleef het de naam de Marathon houden tot de tweede helft van de jaren negentig. Toen stopte de toenmalige eigenaar (Frans Winterswijk) ermee. Kort heette het Dance Parliament.
Niet lang daarna verhuurde Winterswijk het aan de eerdere uitbaters van discotheek ASTA, Winodj en Kevin. Zij verbouwden de tent en noemden het Intenz. Toen ook dit ter ziele ging stapten Coen Bom en Rob Velders (de andere uitbaters van de Asta) in. Onder de naam '«O»' ging de discotheek als danceclub verder aan de Wijndaelerweg, zij het dat velen de '«O»' jarenlang bleef omschrijven als "de voormalige Marathon".
Na de '«O»' werd het bestaan van de discotheek aan de Wijndaelerweg wat onduidelijk. Als Celebration Studio's werd het meer een verhuurbedrijf voor feesten. In 2005 werd het pand omgedoopt tot Fantasy Dance Theatre. Na het faillissement in 2006 zijn er twee pogingen geweest om het pand te kraken. Sinds 3 januari 2009 werd het pand bewoond door Rotterdamse krakers.
In april/mei 2016 is het pand gesloopt. 
In de jaren vijftig en zestig had De Marathon een regionale functie. In het liedje O, o, Den Haag van het Klein Orkest (Harry Klorkestein) wordt de Marathon bezongen:
Ik zou bes' nog wel een keertje,
net as vroegâh,
een nachie willen stappe,
op m'n Puch een wijffie hale,
en daarna danse in de Marathon.

## Varia
In Eindhoven is een café Marathon aan het Stratumseind.